# Sigvard Benndorf
Sigvard Helle Benndorf, född 3 februari 1920 i Ronneby, död 1 augusti 2009, var en svensk jurist som var lagman i Västerviks tingsrätt från 1977 till 1986.
Benndorf blev juris kandidat vid Stockholms högskola 1946 och genomförde sin tingstjänstgöring 1946–1949 innan han blev fiskal i hovrätten över Skåne och Blekinge 1950. Han blev rådman i Eksjö tingsrätt 1971 och var lagman i Västerviks tingsrätt 1977–1986.
Benndorf var son till advokat Henning Benndorf och hans maka Signa, född Öhlin. Han var  gift med Birgitta, byråsekreterare, född Ekström.